# Роте, Адольф
Адольф Миколай Роте (6 декабря 1832, Згеж — 6 февраля 1903, Варшава) — российский польский врач-психиатр, историк медицины, главный врач психиатрических лечебниц Царства Польского и один из инициаторов создания в 1891 году психиатрической больницы в Творках.

## Биография
Адольф Миколай Роте родился в семье торговца и учителя начальной школы Яна Готтлиффа — немецкого происхождения и лютеранского вероисповедания. С 1845 по 1849 год учился в реальной школе в Лодзи, затем с 1849 по 1853 год в реальном училище в Варшаве. После завершения получения среднего образования поступил изучать медицину в Санкт-Петербургскую медико-хирургическую академию, где в 1859 году получил диплом врача, в 1861 году — степень доктора медицины. С 1859 года был ординатором больницы для рабочих в Санкт-Петербурге, через три года (получив степень) был переведён в Каменец, где стал главным врачом местной больницы и членом губернской медицинской канцелярии. В её психиатрическом отделении ввёл новые методы работы с больными. С 1867 года был главным врачом в двух психиатрических лечебницах в Варшаве, способствуя их расширению: в мужской больнице св. Иоанна Божьего и женском отделении для душевнобольных при больнице Младенца Иисуса (до 1887 года). В этот период жизни участвовал в работе комиссии по реорганизации психиатрических больниц, четыре месяца провёл в Европе, изучая состояние психиатрических больниц в различных странах, участвовал в устройстве лечебницы в Творках. С 1877 года работал в варшавском доме для престарелых и сирот, а с 1879 года также и в других аналогичных учреждениях, находившихся в ведении местных евангелистов. Был членом Медицинского общества в Варшаве (1864), Краковского научного общества (1864), Немецкого психиатрического общества (1869), Краковского медицинского общества (1869). Похоронен на Лютеранском кладбище в Варшаве.
Им было написано большое количество статей, преимущественно по вопросам практической психиатрии, в немецких и польских специальных журналах. Кроме того, он написал историю психиатрии в Польше и России (на немецком языке), ряд учебников по психиатрии, первые в истории Польши статьи по психиатрическим портретам людей прошлого и множество других работ. Наиболее значительная работа — «Psychiatria, czyli Nauka o chorobach umysłowych» (1885).